# László Branikovits
László Branikovits (* 18. Dezember 1949 in Budapest; † 16. Oktober 2020 ebenda) war ein ungarischer Fußballspieler.

## Karriere als Spieler

### Im Verein
László Branikovits begann mit dem Fußballspielen bei Postás SE Budapest und wechselte 1962 in die Jugend von Ferencváros Budapest. Dort gelang ihm fünf Jahre später der Sprung in die Profimannschaft, wo er sich etablieren konnte. Branikovits lief in den folgenden neun Jahren insgesamt 200 Mal für Ferencváros auf und schoss dabei 74 Tore. Während dieser Zeit wurde er mit dem Klub zweimal Ungarischer Meister (1968 und 1976), gewann dreimal den Ungarischen Pokalwettbewerb (1972, 1974 und 1976) und erreichte 1975 das Finale des Europapokals der Pokalsieger.
1976 folgte dann der Wechsel zum Csepel SC, für den er bis 1978 spielte. Anschließend war er noch für den Budapesti Építők SC und Dunavarsányi Petőfi aktiv.

### In der Nationalmannschaft
Zwischen 1972 und 1975 absolvierte er 6 Spiele für die Ungarische Nationalmannschaft und schoss dabei zwei Tore. Bei den Olympischen Sommerspielen 1972 in München konnte er mit der ungarischen Mannschaft die Silbermedaille gewinnen.